# Flecha del Sur
Flecha del Sur es el nombre con el que fue bautizada una serie de automotores diésel (serie AM-101 a AM-106) que circularon en la red sur de la Empresa de los Ferrocarriles del Estado de Chile en la década de 1940.

## Historia

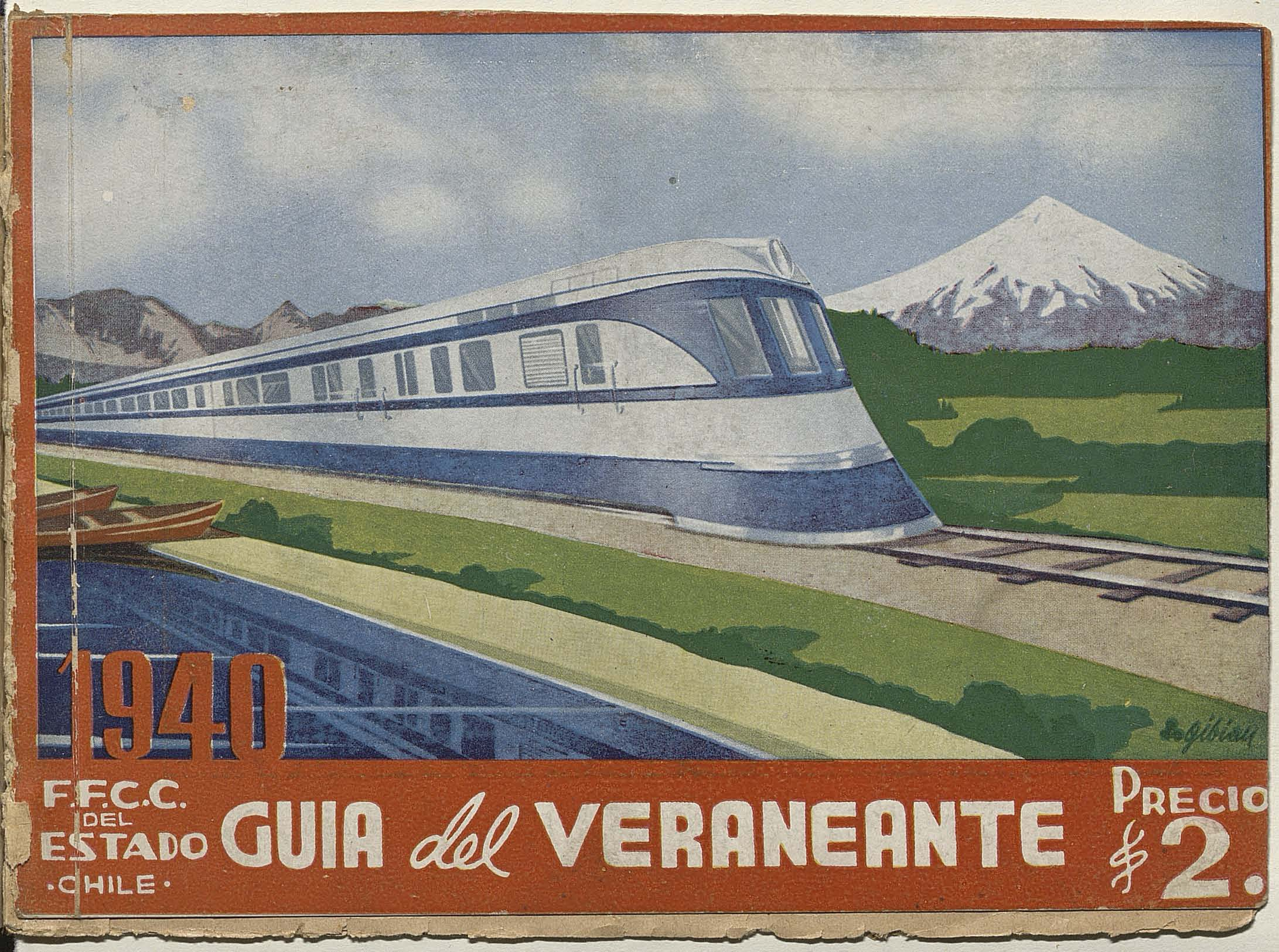
Portada de la Guía del Veraneante de 1940 con un Flecha del Sur.

Eran automotores diésel-eléctricos que fueron fabricados en Alemania por la Maschinenfabrik Augsburg-Nürnberg y Ferrostaal A.G., basándose en los automotores de la serie Fliegende Hamburger (Hamburgués Volador) desarrollado en Alemania por ese tiempo en el tramo Berlín-Hamburgo. Estos automotores fueron, curiosamente, pagados en parte con lentejas chilenas. El primer embarque llegó en septiembre de 1939, con los automotores 101 y 102. El resto no pudo ser embarcado hacia Chile debido a la Segunda Guerra Mundial, por lo que fueron llevados a Suiza y guardados en el ramal de Mendrisio-Stabio, esperando tiempos mejores.
El viaje inaugural se hizo entre Santiago de Chile y la ciudad de Concepción el 7 de diciembre de 1940, siendo director de la Empresa de los Ferrocarriles del Estado Jorge Guerra Squella. Originalmente el servicio se realizaba entre Santiago y Osorno, conectando ambas ciudades en 13 horas y media, con una velocidad de hasta 130 kilómetros por hora. El servicio posteriormente se suspendió debido a la escasez de combustible y los automotores se guardaron en la maestranza San Bernardo. Luego del término de la Segunda Guerra Mundial, pudieron ser embarcados los automotores AM 103, 104, 105 y 106 el día 18 de septiembre de 1946.

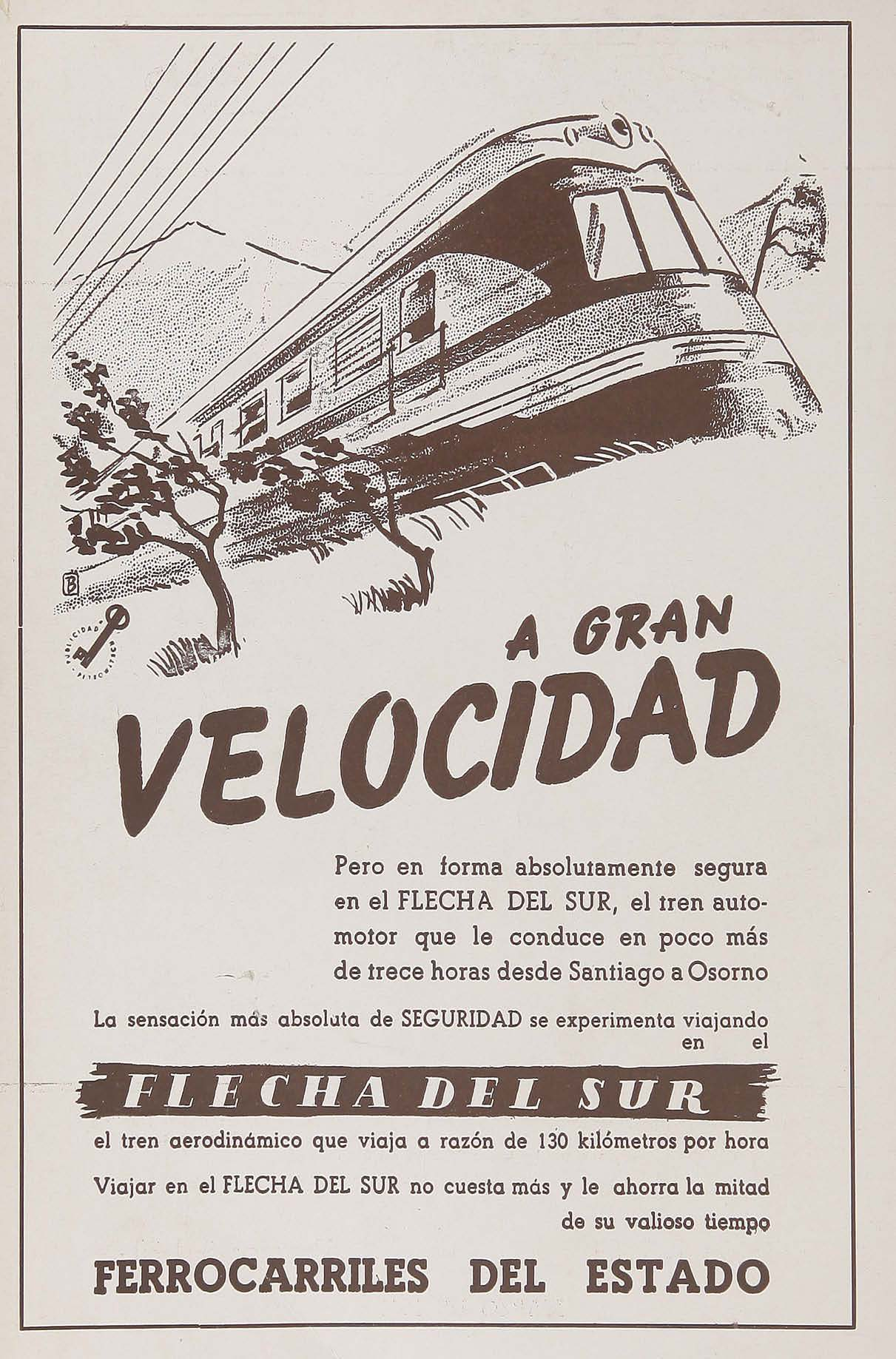
Publicidad del «Flecha del Sur» en 1941.

En el segundo semestre de 1947 ya había servicios regulares entre Santiago y Puerto Montt, con tres frecuencias semanales en temporada de invierno y seis frecuencias semanales en temporada de verano a cada ciudad. Salían de estación Alameda (Santiago) a las 7:45 y llegaban a Puerto Montt a las 00:58 horas.
Debido a su baja capacidad (124 asientos), la Empresa de los Ferrocarriles del Estado (EFE) decidió que no era muy rentable este servicio para viajes largos hacia Puerto Montt, sobre todo en la temporada de verano, por lo que en 1954 empezó a reemplazarse con locomotoras del tipo 7000 (actualmente D-16.000) y con coches de distinta clase, los que además podían ser agregados o quitados según la demanda. Este servicio conservó el nombre Flecha (tren 1001/1002 Flecha del Sur y tren 1003/1004 Flecha Nocturna, Alameda-Puerto Montt).
En 1960 se decreta el fin de los Flecha, por su baja rentabilidad y falta de repuestos, y la venta al kilo del material en abandono. Existe evidencia de que alrededor de 1988 fueron encontradas en la Maestranza San Eugenio varias cajas con etiquetas en alemán que al ser abiertas contenían repuestos, como equipos de aire acondicionado, comandos, incluso motores completos, traídos probablemente en el primer embarque y olvidados con el tiempo, que eran compatibles con las locomotoras Flecha del Sur.